# Claudia Pasini
Claudia Pasini (ur. 2 marca 1939 w Treście, zm. 23 września 2015 tamże) – włoska florecistka, brązowa medalistka olimpijska.
Na igrzyskach olimpijskich w Rzymie w 1960 roku Włoszki w składzie: Antonella Ragno-Lonzi, Irene Camber, Velleda Cesari, Bruna Colombetti-Peroncini i Claudia Pasini zdobyły drużynowo brązowy medal. W zawodach indywidualnych nie wystąpiła. Był to jej jedyny start olimpijski.
Nie zdobyła medalu mistrzostw świata. W 1959 roku wywalczyła brązowy medal drużynowo na letniej uniwersjadzie w Turynie.

## Osiągnięcia
Konkurencja: floret
Igrzyska olimpijskie
- drużynowo (1960)

Uniwersjada
- drużynowo (1959)